# Lenín Moreno
Pour les articles homonymes, voir Moreno.
Lenín Boltaire Moreno Garcés [leˈnin bolˈtai̯ɾe moˈɾeno ɣaɾˈses], né le 19 mars 1953 à Nuevo Rocafuerte (province de Orellana, Équateur) est un homme d'État équatorien, président de la République de 2017 à 2021, après avoir été vice-président de 2007 à 2013.
Il est élu vice-président aux côtés de Rafael Correa lors des élections de 2006, puis réélu en 2009. Il ne se représente pas en 2013, Jorge Glas lui succédant.
En 2017, il est élu à la présidence de la République avec 51 % des voix au second tour. S’éloignant de ses promesses de campagne, il mène une politique économique libérale, et entre en conflit avec Rafael Correa. Ainsi, il diminue les dépenses publiques, réduit les impôts des grandes entreprises et rend plus flexible le Code du travail. De nouvelles mesures d'austérité, notamment la suppression des subventions sur les carburants, conduisent à un large mouvement de protestations en 2019, auquel il répond en instaurant l’état d’urgence et un couvre-feu.
Devenu très impopulaire, il ne brigue pas un second mandat à l’occasion de l’élection présidentielle de 2021, qui est emportée par le libéral-conservateur Guillermo Lasso.

## Situation personnelle

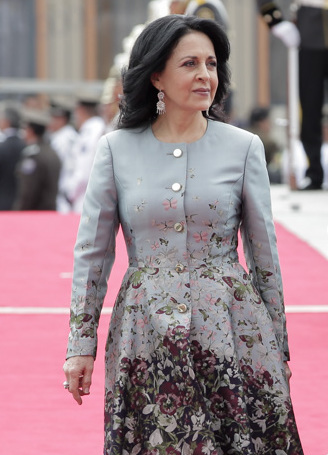
Rocío González, épouse de Lenín Moreno, en 2017.

Lenín Moreno est licencié en administration publique de l’université centrale de l'Équateur et y a aussi suivi trois années en psychologie.
Il exerce différentes fonctions dirigeantes dans les domaines de la formation professionnelle, de l’administration et du tourisme. De 2001 à 2004, il est directeur du Centre national pour les handicapés et dirige à ce titre la première étude publique sur la situation des handicapés en Équateur. À partir de 2004, il dirige la fondation Eventa qui s’intéresse à l’intelligence émotionnelle et à la promotion de l’humour sous toutes ses formes. Il est également conférencier sur les thèmes de la motivation et de l’humour dans la vie et le travail et a publié différents ouvrages traitant de ces sujets.
Victime d’une agression consécutive à un cambriolage en 1998, une lésion à la moelle épinière due à un coup de feu le laisse partiellement paralysé et paraplégique et le contraint à se déplacer à l’aide d’un fauteuil roulant. Il se définit comme « un homme qui a décidé de revenir à la vie ». Lors de la campagne électorale de 2017, il a annoncé que si son parti obtenait la victoire, il continuerait à travailler pour pallier les conséquences des discriminations envers les personnes handicapées.

## Parcours politique

### Vice-président de la République
Les mandats de Lenín Moreno comme vice-président de la République, de 2007 à 2013, au côté de Rafael Correa, sont notamment marqués par son action pour les droits et le bien-être des personnes handicapées, se positionnant comme le principal animateur de cette thématique au niveau sud-américain. Sous son impulsion, l'Équateur est devenu l'un des pays les plus avancés d'Amérique du Sud concernant les problématiques liées au handicap, grâce notamment à un investissement massif de l'État : les dépenses liées au handicap dans le budget national passent de 2 à 150 millions de dollars au cours de ses deux mandats. Parmi les principales mesures mises en œuvre, on peut citer les campagnes de dépistage précoce des principales causes de handicap afin de permettre une meilleure prise en charge, et la mise en place d'un quota minimal de 4 % de travailleurs handicapés pour les principaux employeurs du pays. Près de 200 000 handicapés physiques reçoivent un traitement, et plus de 400 000 se voient fournir des matériels spécifiques (fauteuils roulants, matelas adaptés, etc.). Il est à l'origine de la création de la mission Manuela Espejo, dont plusieurs pays se sont ensuite inspirés. L’objectif est de recenser le nombre de personnes physiquement ou psychiquement handicapées afin de permettre leur insertion et leur accompagnement dans la société. Cela a valu à Lenín Moreno une nomination pour le prix Nobel de la paix en 2012. À la fin de son mandat, Moreno ne se représente pas. Jorge Glas lui succède à la vice-présidence.

### Envoyé spécial des Nations unies sur le handicap et l’accessibilité
En décembre 2013, Moreno est nommé envoyé spécial des Nations unies sur le handicap et l’accessibilité par Ban Ki-moon, secrétaire général de l'ONU, un poste qu'il occupe jusqu'à sa démission le 30 septembre 2016.

### Élection présidentielle de 2017

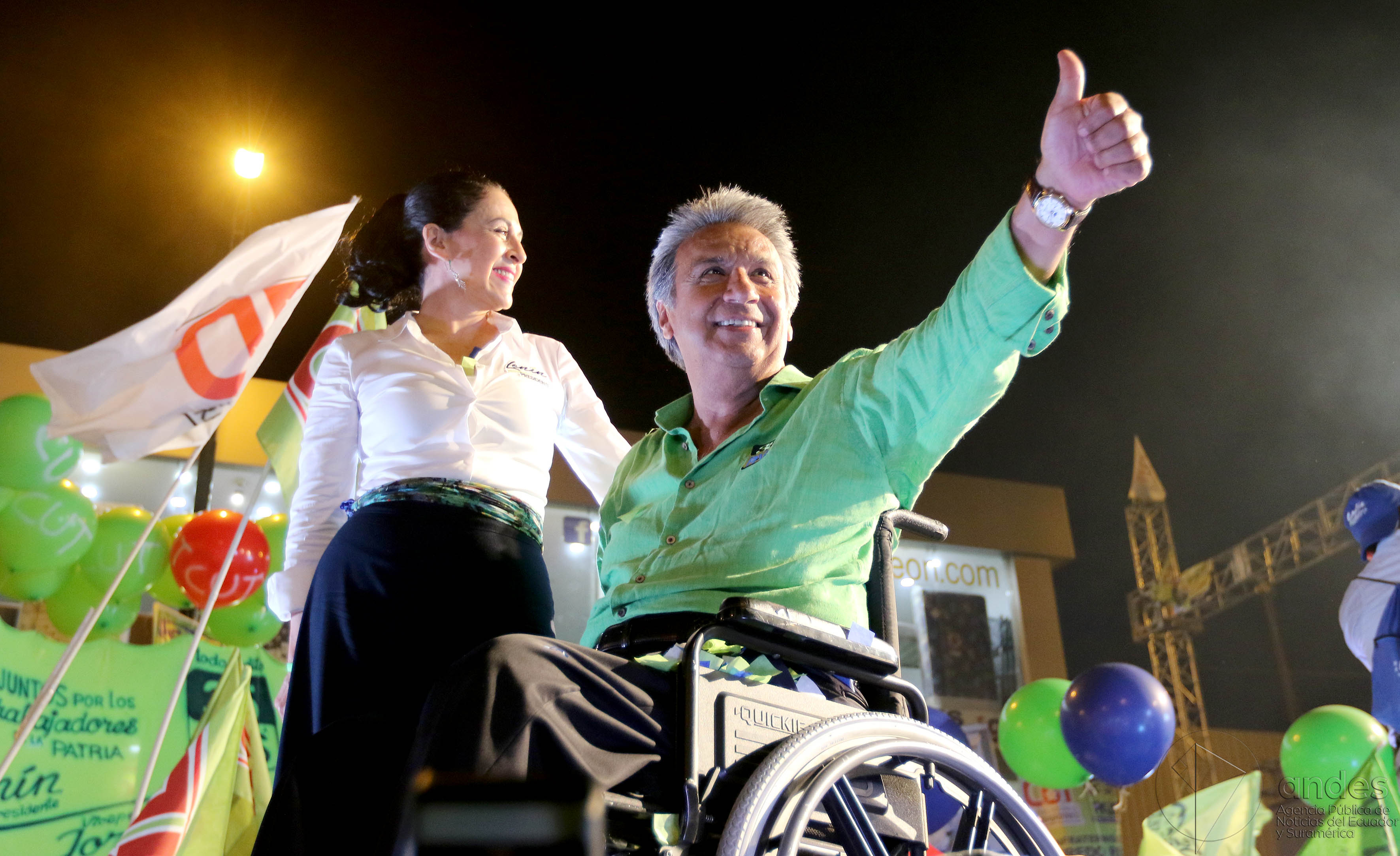
Lenín Moreno pendant la campagne.

Le 1er octobre 2016, au lendemain de sa démission, il est officiellement investi par Alianza PAIS pour représenter le mouvement à l'élection présidentielle de 2017. Le 23 février 2017, il se place largement en tête du premier tour de l'élection avec 39,3 % des voix, contre 28,2 % à son principal adversaire, Guillermo Lasso, sans atteindre toutefois la barre des 40 % nécessaire pour être élu dès le premier tour. Lors des élections législatives qui se tiennent le même jour, Alianza País obtient 74 sièges sur 137, conservant la majorité absolue mais perdant 30 sièges par rapport à la législature précédente, ne lui permettant plus d'atteindre la majorité qualifiée des deux tiers. Le 2 avril, Moreno remporte le second tour de l'élection avec 51,11 % des suffrages. Au vu de la lenteur du processus de décompte, son adversaire Guillermo Lasso soupçonne des possibilités de fraude, ne reconnaît pas immédiatement le résultat et demande un nouveau comptage des voix. Ses accusations de fraude sont cependant réfutées par Alexander Vega, le président du Conseil national électoral de Colombie et coordinateur de la Mission des observateurs de l'Unasur, indiquant que le système électoral équatorien est « l'un des plus fiables de la région »,. L'ancien président uruguayen José Mujica, en qualité de représentant de l'Unasur, confirme également la régularité du scrutin. Finalement, Moreno est officiellement proclamé président de la République le 4 avril. Enfin, sa victoire est confirmée après le recomptage de 11,2 % des bulletins.

### Président de la République

#### Conflit avec Rafael Correa
Lenín Moreno succède le 24 mai 2017 à Rafael Correa et devient président de la République de l'Équateur. Dès sa prise de fonctions, il entre en conflit avec son prédécesseur : le 24 mai, ce dernier indique être sûr que l'opposition a été battue le 2 avril, mais « pas sûr que la Révolution Citoyenne l'ait emporté ». Les frictions entre les deux hommes se poursuivent durant les mois qui suivent, les proches de Moreno expliquant qu'il cherche à adopter une attitude et un mode de gouvernement plus conciliant que ne le faisait Correa, privilégiant le dialogue à la confrontation. Il ouvre ainsi son gouvernement à des représentants du patronat et de la droite ; le ministère de l’Économie est confié à Richard Martínez, le « patron des patrons équatoriens ». Le 28 juillet, Moreno, dans une intervention radio-télévisée, dresse un bilan extrêmement sévère de la gestion de Correa : situation financière « critique », dépenses excessives et décisions « irresponsables » qui auraient amené le pays à la limite de ses possibilités. Rafael Correa réagit vivement à ces assertions, accusant Moreno de parler d'économie sans la comprendre et d'utiliser des chiffres erronés, et assénant que « tout ce qui est cynique, déloyal et médiocre sera éphémère »,. Le 2 août, le vice-président Jorge Glas, visé par des accusations de corruption dans le cadre de l'affaire Odebrecht, clame son innocence, annonce qu'il conservera ses fonctions, et attaque le président Moreno, lui rappelant que tous deux ont été élus pour continuer les changements initiés par Rafael Correa, et l'accusant de reconstituer les prébendes du « vieux pays » et de créer un terrain propice à la corruption institutionnalisée.
La crise prend un tournant plus institutionnel quand, le 3 août, Lenín Moreno décide de retirer au vice-président Jorge Glas toutes les fonctions qu'il lui avait assignées,. Le 2 octobre 2017, Glas est arrêté et mis en détention préventive. Le 4 octobre 2017, María Alejandra Vicuña lui succède par intérim. Le 13 décembre 2017, Glas est condamné à six ans de prison par la Cour suprême. Il est officiellement destitué en janvier 2018,, et Vicuña est élue vice-présidente par l'Assemblée.
Le 31 octobre 2017, la direction nationale d'Alianza País décide à l'unanimité de la destitution de Lenín Moreno du poste de président du mouvement, marquant la rupture entre la présidence de la République et la coalition de soutien à la « révolution citoyenne ». Dans sa résolution, la direction nationale invite Rafael Correa à « accompagner le processus de renforcement et de restructuration du mouvement », et indique que c'est Ricardo Patiño, ancien ministre des Affaires étrangères, qui est investi de la fonction de président du parti. La justice intervient et décide de placer le parti sous le contrôle des proches de Lenín Moreno.
Lenín Moreno convoque, fin 2017, un référendum pour février de l'année suivante. Celui-ci, sous prétexte de lutte contre la corruption, viserait selon ses adversaires à empêcher son prédécesseur, Rafael Correa, de présenter sa candidature à l'élection présidentielle de 2021 (en interdisant aux responsables politiques de postuler plus de deux fois à la même fonction) et à lui permettre de destituer des fonctionnaires nommés au Conseil de participation citoyenne et de contrôle social jugés proches de l’ex-chef de l’État. Dans le contexte de sa campagne pour le « non » au référendum, Correa annonce la création d'un nouveau parti politique, le Parti de la révolution citoyenne, que le Conseil national électoral refuse d'enregistrer pour des problèmes de procédures. Le « oui » l'emporte au référendum avec 67,5 % des suffrages exprimés. Rafael Correa ne peut en conséquence se présenter lors de l'élection présidentielle de 2021.

#### Mesures économiques
Le gouvernement de Lenín Moreno adopte une politique économique libérale : diminution des dépenses publiques, libéralisation commerciale, flexibilisation du code du travail, etc. La loi de développement productif consacre une politique de rigueur, et réduit les politiques de développement et de redistribution du précédent mandat. Dans le domaine des impôts, les autorités visent à « favoriser le retour des investisseurs » en amnistiant les fraudeurs ainsi qu'en proposant des mesures de réduction des taux d'imposition à destination des grandes entreprises. En outre, le pouvoir renonce à taxer les hausses du prix des matières premières et les rapatriements de devises.
Concernant les dépenses publiques, l’État ne peut désormais faire croître les dépenses publiques de plus de 3 % par an et restreint les déficits budgétaires au seul remboursement des intérêts de la dette. Les investissements sont ainsi sensiblement réduits, tandis que les privatisations sont facilitées par le biais de subventions garanties sur plusieurs années. Le gouvernement adopte le système international d’arbitrage des contentieux pour tous les investissements étrangers, ce qui enfreint pourtant la Constitution. Le premier article de la loi organique de défense des droits du travail est supprimé : il permettait aux autorités de poursuivre les propriétaires d’entreprises ayant attenté aux intérêts de leurs salariés en dissimulant des ressources ou en vidant les ateliers de leurs machines.
Lenín Moreno annonce en février 2019 avoir obtenu un emprunt de plus de 10 milliards de dollars du Fonds monétaire international (FMI) et de la Banque mondiale, avec lesquels le gouvernement précédent avait rompu, « à des taux inférieurs à 5 % en moyenne et sur des durées jusqu'à 30 ans ». Le prêt doit s’accompagner d'un programme de réformes comprenant une nouvelle baisse des dépenses publiques, le licenciement de dizaines de milliers d’employés du secteur public, l'augmentation des impôts sur la consommation, des prix du carburant, ou encore l'accentuation de l’autonomie de la Banque centrale.
En octobre de la même année, le gouvernement adopte une série de mesures telles que la réduction de 20 % des salaires des contractuels dans le secteur public, la suppression de 15 des 30 jours de congés payés annuels des fonctionnaires et l'obligation de travailler un jour par mois sans rémunération. Les subventions sur le  carburant sont supprimées, ce qui conduit à une hausse du prix de l'essence et du gazole pouvant aller jusqu'à 123 %,. En réaction aux grèves et manifestations qui s'ensuivent — les plus importantes depuis une vingtaine d'années —, le pouvoir décide d'instaurer l'état d'urgence et un couvre-feu pour une durée d'au moins 30 jours. Moreno accuse pêle-mêle son prédécesseur, le président vénézuélien Nicolás Maduro et les guérilleros des Forces armées révolutionnaires de Colombie d'avoir fomenté la révolte. Le gouvernement quitte la capitale, Quito, pour la ville portuaire de Guayaquil. Par ailleurs, les protestataires prennent brièvement le contrôle du Parlement avant d'être délogés par la police. Les heurts font cinq morts parmi les civils (dont un dirigeant indigène), 554 blessés et 929 arrestations (au 10 octobre),. En protestation, la Confédération indigène retient pendant quelques heures dix policiers. Le 12 octobre, l'organisation accepte un dialogue avec le président, qu'elle a rejeté jusque-là. Le 14 octobre, le décret controversé est retiré par le gouvernement.
Par ailleurs, il a tenté de développer le tourisme durable pour en faire un pilier de l'économie, davantage que le pétrole brut. En 2017, l'Equateur avait au total accueilli 1,6 million de visiteurs, soit 14 % de plus en un an, mais beaucoup moins que des pays voisins comme le Pérou, et il a souhaité, pour éviter la dérive du Machu Picchu, préserver son archipel volcanique des îles Galápagos, constitué de 19 grandes îles et de dizaines d'îlots rocheux.

#### Sécurité
L’Équateur connaît depuis la présidence de Lenín Moreno un très fort accroissement de l'insécurité, avec un taux homicides passé de 5,6 pour 100 000 habitants en 2017 à 20 pour 100 000 en 2022. Pour l’expert en sécurité Fernando Cerrión, cette situation a pour origine les décisions du gouvernement Moreno : « Le ministère de la Justice, qui gérait les prisons et le ministère de la Coordination de la sécurité, le ministère de l’Intérieur, qui s’occupait de la sécurité, et le Conseil national pour le contrôle des stupéfiants et des substances psychotropes ont été supprimés. Tout cela a été regroupé dans un seul ministère qui s’est appelé le ministère de l’Intérieur, et les ressources budgétaires ont été réduites de manière substantielle. »

#### Droit à l'avortement
En septembre 2020, le président Moreno bloque un projet de loi, voté par le Parlement, visant à dépénaliser l’avortement en cas d'urgence médicale.

#### Politique extérieure

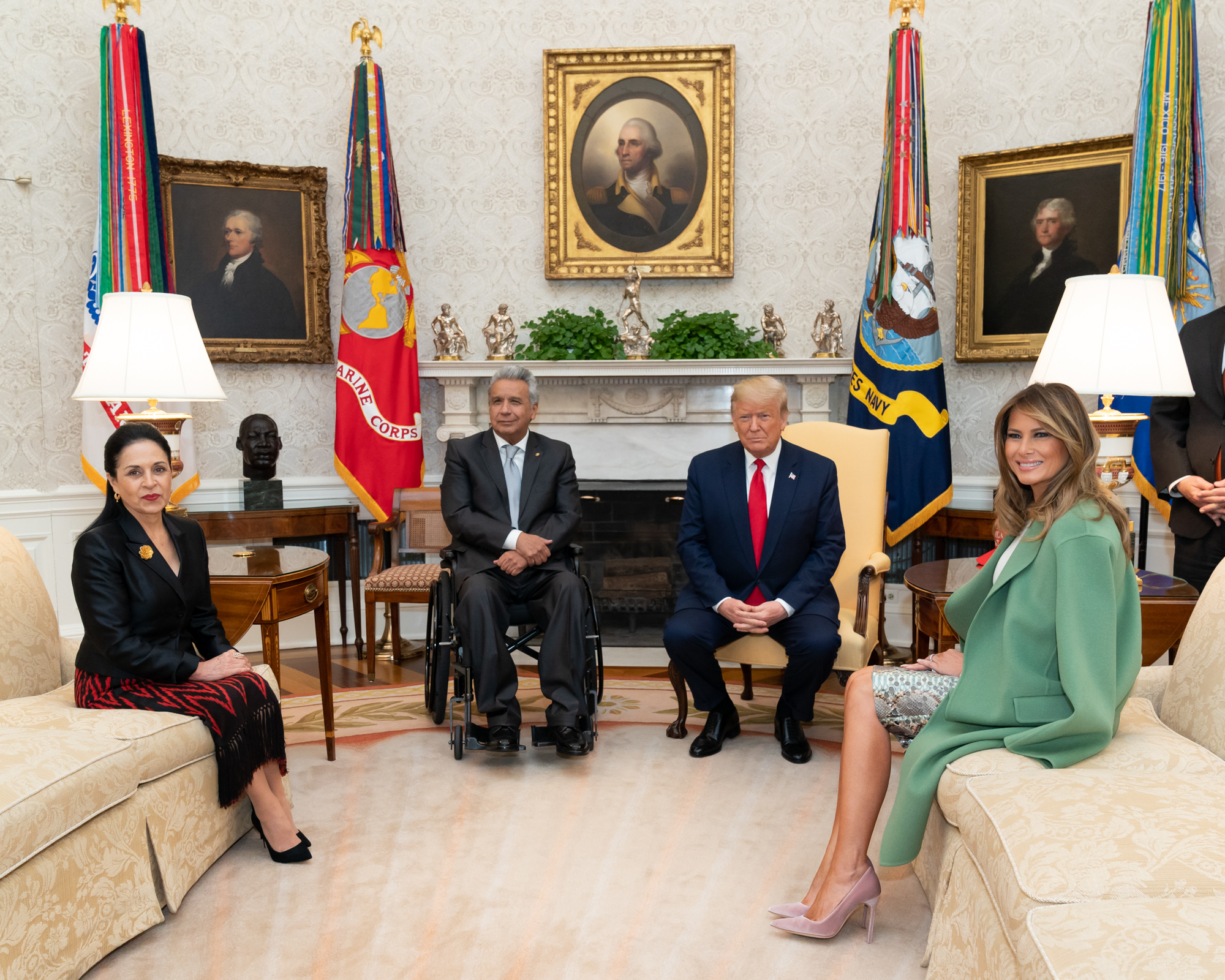
Lenín Moreno, Donald Trump et leurs épouses respectives à la Maison-Blanche en 2020.

Lenín Moreno indique en juillet 2018 n'avoir jamais été favorable aux activités de WikiLeaks et entreprend de trouver un accord avec les autorités britanniques sur le cas de Julian Assange. En mars, il avait fait couper les systèmes de communication d'Assange avec l'extérieur puis annoncé en mai la suppression des mesures supplémentaires de sécurité à son ambassade londonienne. Le 11 avril 2019, l'ambassade d'Équateur autorise la police britannique à appréhender Julian Assange dans ses locaux.
En août 2018, il annonce le retrait de l’Équateur de l'Alliance bolivarienne pour les Amériques (ALBA), puis de l'Union des nations sud-américaines (Unasur). Il propose en revanche l’entrée de l’Équateur au sein de l’Alliance du Pacifique.
Le gouvernement envisage en 2019 de permettre la présence d'avions militaires américains sur l'archipel des Galápagos en échange de travaux de rénovation de l’aéroport de cette île par Washington. Des organisations environnementales dénoncent l’impact négatif que ferait peser cette décision sur la biodiversité, alors que la Constitution interdit depuis 2008 l’installation de bases militaires étrangères sur le sol équatorien.

#### Fin du mandat
Le 24 mai 2021, il transmet le pouvoir à son successeur, le libéral-conservateur Guillermo Lasso, qu'il avait affronté en 2017. Sa cote de popularité est passée de plus de 50 % à moins de 10 % entre le début et la fin de son mandat présidentiel.

## Après la présidence

### Départ pour le Paraguay
Après son mandat, il s'installe au Paraguay, où il travaille pour l'Organisation des États américains (OEA),.

## Publications
- Filosofía para la Vida y el Trabajo (Philosophie pour la vie et le travail)
- Teoría y Práctica del Humor (Théorie et pratique de l’humour)
- Ser Feliz es Fácil y Divertido (Être heureux est facile et amusant)
- Los Mejores Chistes del Mundo (Les meilleures blagues du monde)
- Humor de los Famosos (Humour des célébrités)
- Ríase no sea enfermo (Riez ne soyez pas malade)
- Cuentos no Ecológicos (Contes non écologiques)